# Вільякехіда
Вільякехіда (ісп. Villaquejida) — муніципалітет в Іспанії, у складі автономної спільноти Кастилія-і-Леон, у провінції Леон. Населення — 984 особи (2010).
Муніципалітет розташований на відстані близько 250 км на північний захід від Мадрида, 50 км на південь від Леона.
На території муніципалітету розташовані такі населені пункти: (дані про населення за 2010 рік)
- Вільяфер: 225 осіб
- Вільякехіда: 759 осіб

## Демографія
Динаміка населення (INE ):